# 青木幹夫
青木 幹夫（あおき みきお、1948年 - ）は、日本のラーメン店藤平の創業者である。

## 概要
1948年、滋賀県愛知郡愛知川町（現愛荘町）に生まれ、少年時代は陸上部に入り、当初、体育教師を目指していたが、裕福な家庭でなかったので、断念した。その後、2年間溶接工をしたが、事故で退職し、24歳まで営業マンをし、それから創業まで写真屋・広告代理店の職業を転々とし、結婚もした。1993年に大阪府大阪市に藤平1号店をオープンし、大盛況であった。

## 人物・エピソード
- 少年時代には近畿大会で走り高跳び2位になったことがある。
- 藤平の由来は「商売人になれ」と言われた青木の亡き祖父の名前からとった。